# Myrina deserticola
Myrina deserticola är en fjärilsart som beskrevs av Henry Stempffer 1969. Myrina deserticola ingår i släktet Myrina och familjen juvelvingar. Inga underarter finns listade i Catalogue of Life.